# 20213 Saurabhsharan
20213 Saurabhsharan è un asteroide della fascia principale. Scoperto nel 1997, presenta un'orbita caratterizzata da un semiasse maggiore pari a 2,9330901 UA e da un'eccentricità di 0,0580021, inclinata di 2,27873° rispetto all'eclittica.